# Bommars
Bommars es una granja sueca construida en madera, situada en las afueras del pueblo de Letsbo, en los bosques de un valle del municipio de Ljusdal, en la provincia de Hälsingland. Forma parte del conjunto de las siete granjas decoradas de Hälsingland, clasificado desde el 1 de julio de 2012 como Patrimonio de la Humanidad por la Unesco. A nivel nacional, también está clasificada por la byggnadsminne de la Dirección Nacional del Patrimonio sueco.

## Historia
La granja es mencionada por primera vez en un inventario del año 1542, como propiedad del agricultor Oppigården Pavel Olof Rolfsson, pero la estructura y características de los edificios datan del siglo XIX. Los dos edificios residenciales, Sommarstugan («casa de verano») y Vinterstugan («casa de invierno») fueron construidos en 1848 por Sven Johansson y su mujer Gölin Jonsdotter, que heredó la granja de su padre. La pareja, sin embargo, prefirió residir habitualmente en la granja de Sven en Sörkämsta. No fue hasta el año 1887 que la finca fue habitada permanentemente por Sven Persson, el hijo de la hija de Sven Johansson y Gölin Jónsdóttir. El nombre actual le fue dado en 1930 cuando se convirtió en propiedad de los hermanos Enno y Lars Johansson, que recibían el sobrenombre de «Bommapojkarna».

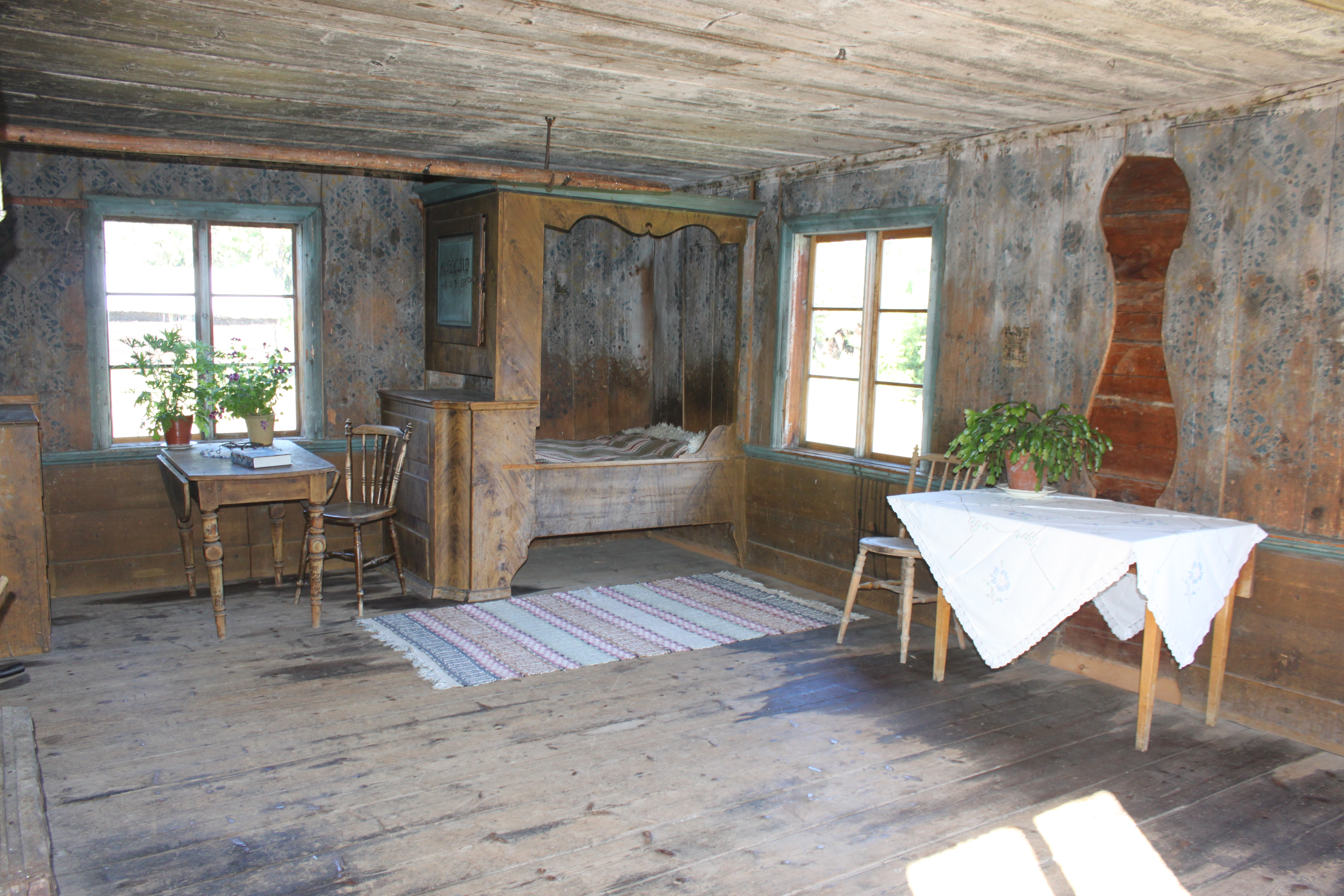
Detalles del interior de una de las habitaciones, con un camastro y restos de pintura en las paredes

Aunque la granja estuvo deshabitada mucho tiempo, se decoró cuidadosamente y se edificaron grandes habitáculos como la gran sala de banquetes y la «cabaña de noche», factores que indican la importancia que se les daba en la época, a las salas de fiesta en Hälsingland.
Representativa de las construcciones de los agricultores más ricos de Ljusdal en los años 1800, es una propiedad privada con posibilidad de visita.

## Arquitectura
Además de los edificios residenciales, la granja también tiene un granero, un edificio para guardar los utensilios agrícolas con un establo, y una forja. Todos estos edificios están hechos de troncos de madera. En la decoración interior de los edificios de viviendas se encuentra papel pintado en las paredes combinados con frescos pintados que representan castillos y palacios como el de Ekebyhov o el Palacio de Rosersberg, o pinturas populares.

## Galería de imágenes

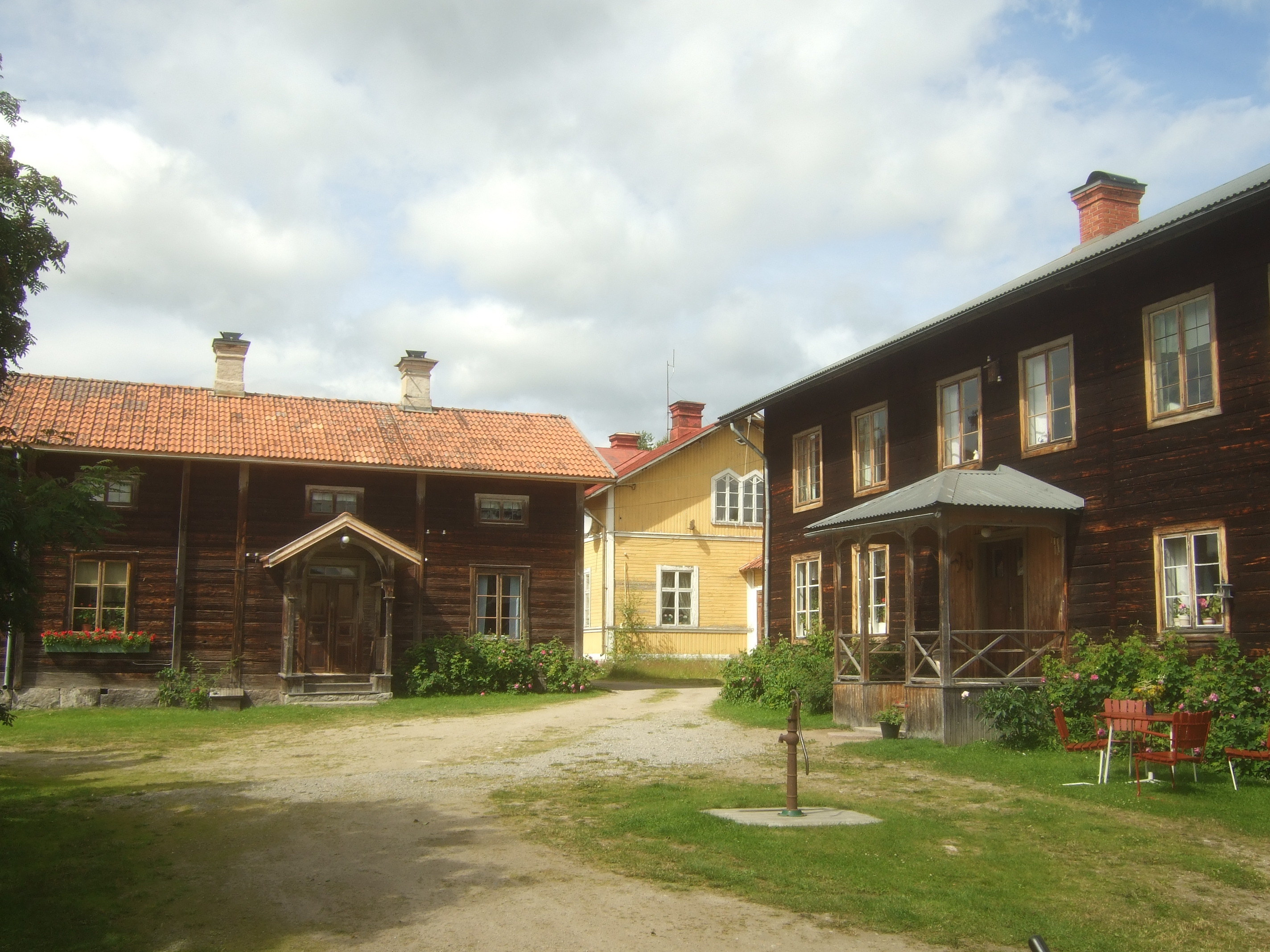
Los edificios Sommarstugan y Vinterstugan.
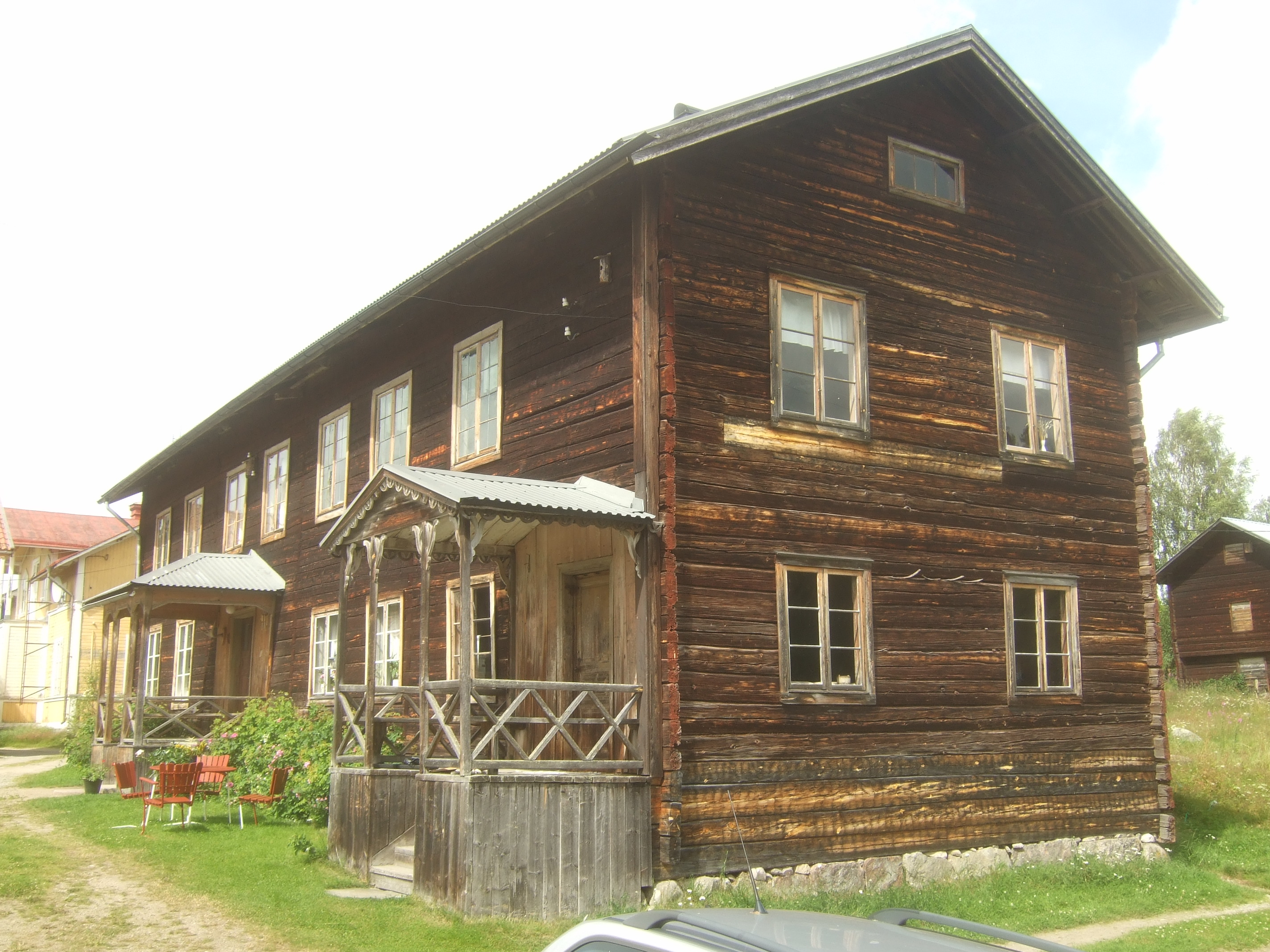
La «Casa de invierno» o «Cabaña».
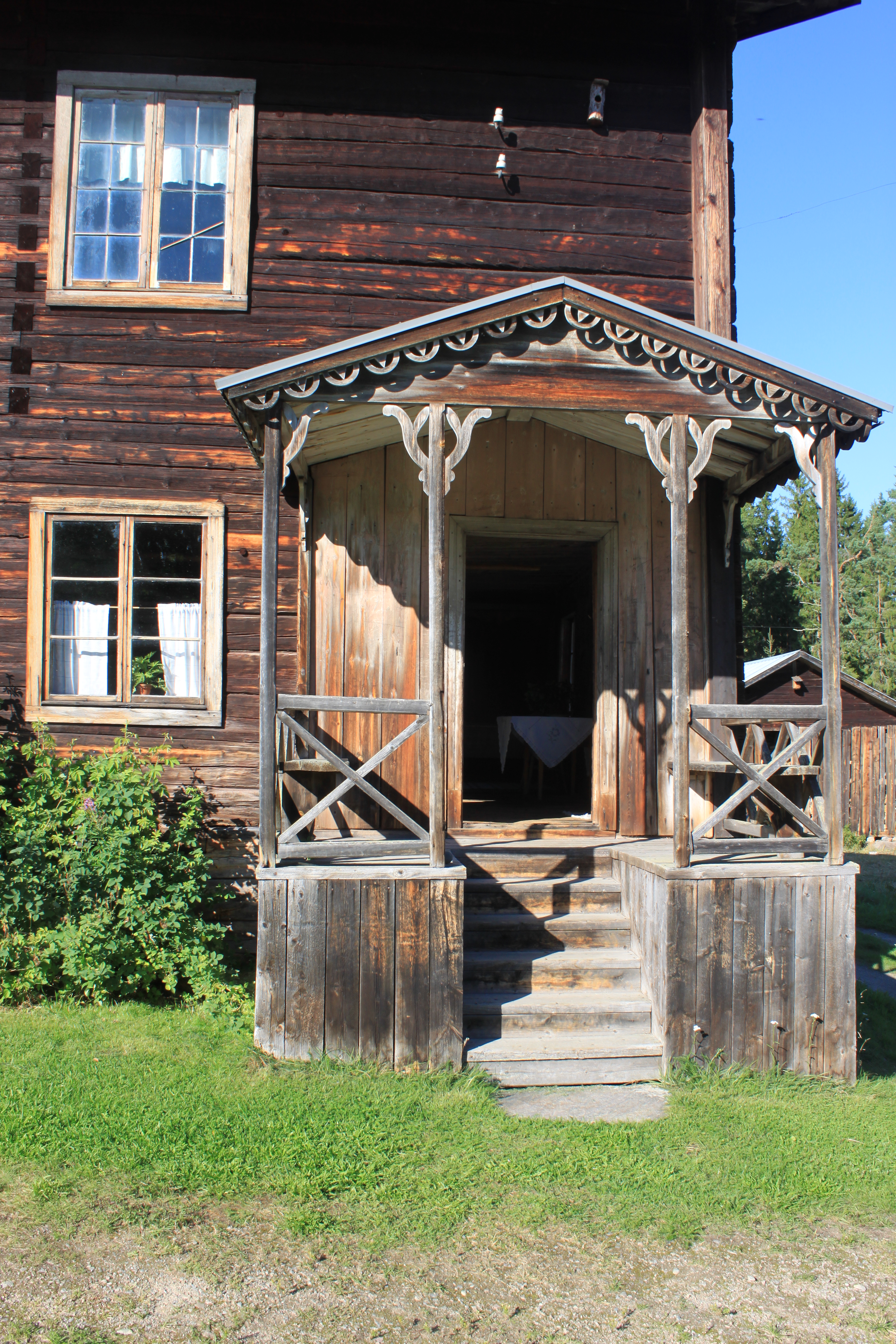
Un de los porches decorados.
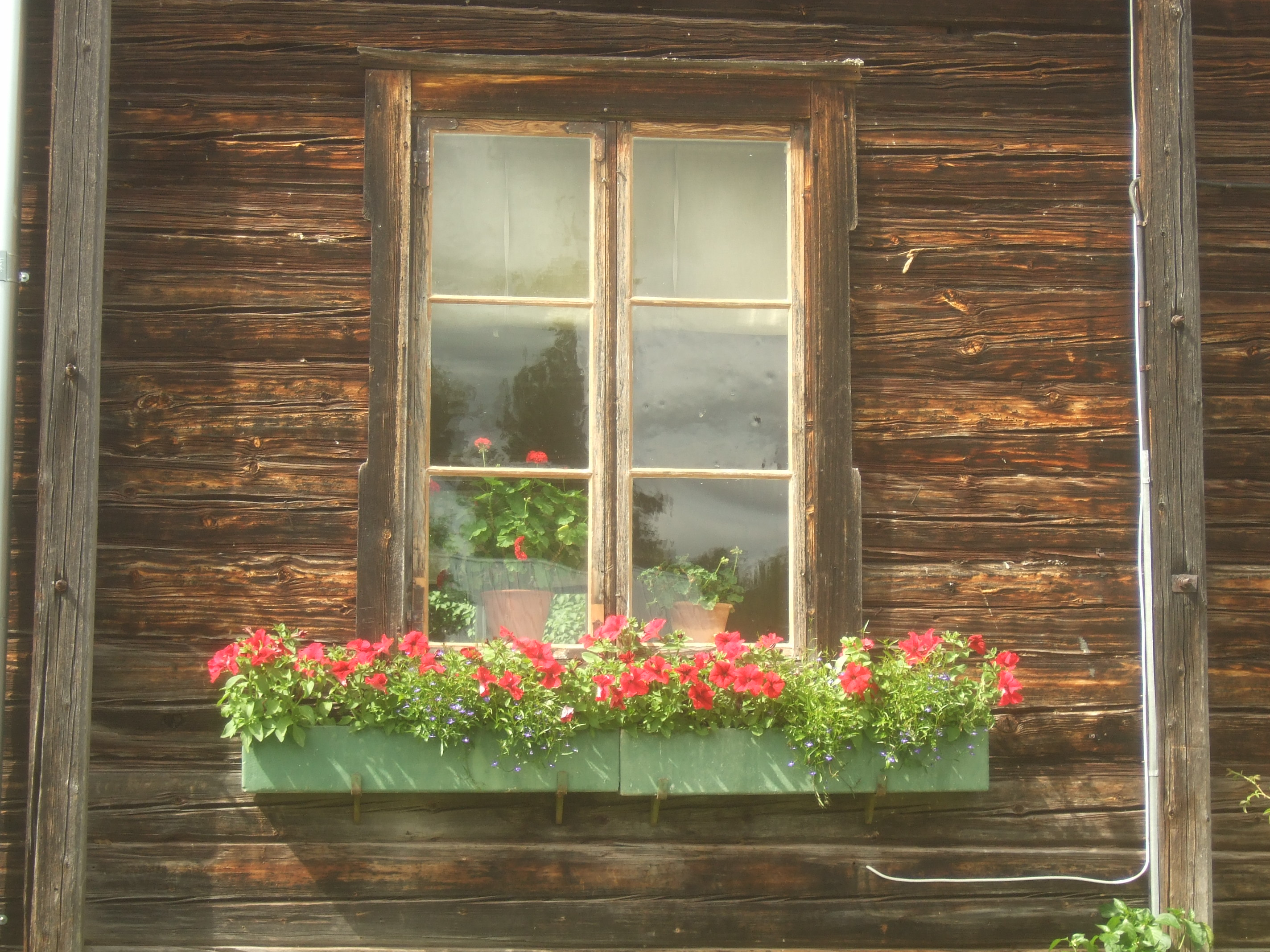
Ventana de Sommarstugan.
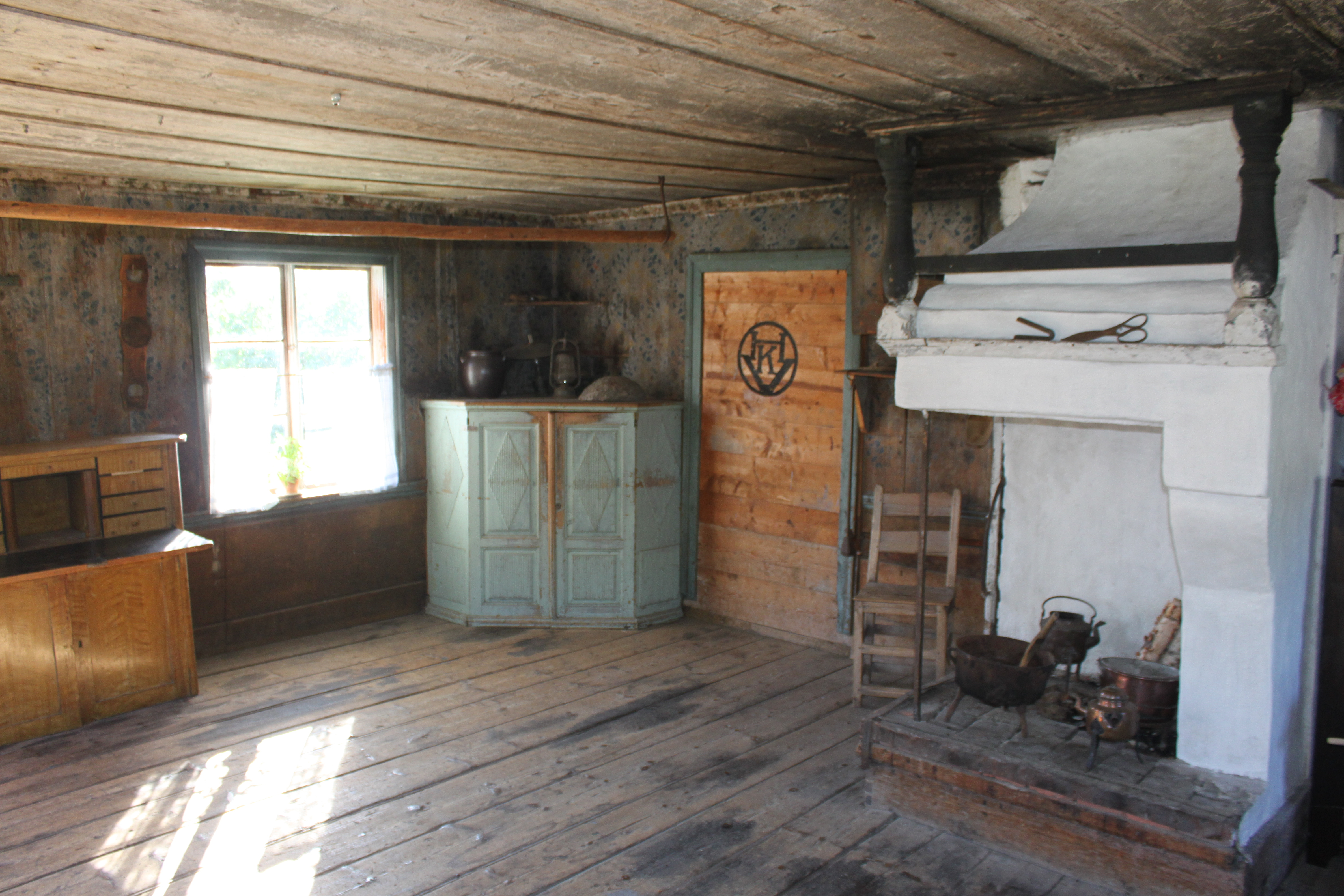
Detalle de la cocina y chimenea.